# Таргамеулі
Таргамеулі (груз. თარგამეული) — село в Грузії.
За даними перепису населення 2014 року в селі проживає 248 особи.